# Caroline Wedgwood
Caroline Wedgwood (nata Darwin; Shrewsbury, 14 settembre 1800 – 5 gennaio 1888) è stata una botanica inglese.
Membro della famiglia Darwin–Wedgwood, fu la sorella maggiore del naturalista inglese Charles Robert Darwin. Negli anni cinquanta del XIX secolo piantò il bosco di rododendri di Leith Hill, che nel 1944 fu lasciato in eredità al National Trust dal nipote, il compositore Ralph Vaughan Williams

## Biografia

### Primi anni
Caroline nacque il 14 settembre 1800 a Shrewsbury da Susannah (nata Wedgwood) e dal dottor Robert Waring Darwin. Era la seconda dei sei figli.
Il padre di Caroline era un medico molto rispettato, un accorto uomo d'affari e un appassionato giardiniere, descritto da molti contemporanei come una persona loquace, liberale e libera, con una "teoria per quasi tutto ciò che accadeva". Un'ampia pratica medica, una serie di investimenti redditizi e una serie di prestiti privati resero il dottor Darwin prospero. Tuttavia, non garantirono il benessere materiale alla moglie e ai figli. La parsimonia e la frugalità di Robert Waring erano molto discusse negli ambienti della famiglia allargata. Emma Wedgwood, nipote e futura nuora del dottor Darwin, una volta rimase inorridita dall'espressione di gratitudine di Caroline per aver acceso il fuoco in un freddo pomeriggio di dicembre, cosa a cui evidentemente non era abituata e che considerava un lusso piuttosto che una necessità. Emma era tra i nipoti che ritenevano che il dottor Darwin fosse dominante, anche se gentile e geniale. Secondo Emma:
(H. E. Litchfield, Emma Darwin, wife of Charles Darwin. A century of family letters. Volume 1, Cambridge UP, 1904, pp. 81, 180)
Il complicato rapporto tra Charles Darwin e suo padre divenne un argomento di grande dibattito, benché poco sia stato detto sul rapporto tra Robert Waring e sua figlia Caroline.
Susannah Darwin, conosciuta in famiglia come Sukey, era un'abile suonatrice di clavicembalo. Caroline, che è stata descritta come "non regolarmente bella ma molto efficace", ereditò palesemente il suo aspetto da Susannah: i loro ritratti mostrano una forte somiglianza fisica.
Nel 1817 Susannah, spesso malata, morì per un disturbo gastroenterologico non specificato. Dopo la morte della madre, Caroline, insieme alla sorella maggiore Marianne, si occupò della casa e dell'educazione dei fratelli minori: Charles, di otto anni, e Catherine, che ne aveva sette. In una lettera del 1881, Charles Darwin scrisse a Caroline: 
(Lettera n. 13347)
Inoltre, ricordava:
()
Questo resoconto di Caroline come persona intelligente e capace che si avvicinava alle cose che si prefiggeva di fare con molto ardore, ma incline ad agitarsi, è confermato da altri membri della famiglia. Elizabeth Wedgwood parlò di sua cugina descrivendola come "indaffarata a fare scrattling" quando si preparava a ospitare le ragazze per le lezioni di canto al Mount, la casa dei Darwin a Shrewsbury. La parola scrattle è un'invenzione di famiglia che, secondo la nipote di Caroline, Henrietta "Etty" Litchfield, significava "riordinare, sistemare e occuparsi delle cose". Etty ricordava anche la gioia di sua madre nello stare in compagnia di Caroline, che impregnava l'atmosfera con "un misto di vivacità, dolcezza, vita abbondante e sentimenti profondi". Lo zio di Caroline, Josiah"“Jos" Wedgwood II, notò che aveva "tanto gusto della bellezza che è un piacere viaggiare con lei". Lo zio Jos parlava per esperienza: nella primavera del 1827, convinse Caroline ad accompagnarlo a Ginevra per prendere le sue figlie, Emma e Fanny, che stavano in Svizzera con la zia Jessie Sismondi (nata Allen). Anche Charles fu invitato, ma si spinse solo fino a Parigi.

## Matrimonio e vita familiare
Nel 1837 Caroline sposò suo cugino ed erede dell'azienda di ceramiche Josiah (Jos) Wedgwood III. Nella Gran Bretagna del XIX secolo questa pratica era abbastanza comune: 1 matrimonio su 25 della classe medio-alta avveniva tra cugini di primo grado, ma l'incidenza dei matrimoni tra cugini era ancora più alta nella famiglia Darwin-Wedgwood.  Caroline e Jos si conoscono da sempre e la maggior parte dei parenti, fra cui la madre di Josiah, Elizabeth (Bessy) nata Allen, ed entrambi i loro padri, che condividevano interessi commerciali, speravano che il matrimonio avvenisse da più di un decennio. Josiah fece la proposta di matrimonio a giugno e il 1º agosto la coppia si sposò nella chiesa di St Chad, a Shrewsbury.
Mentre Josiah era un socio attivo nell'azienda di ceramiche, la famiglia viveva a Clayton, a 3 miglia di distanza dalla fabbrica principale di ceramiche Wedgwood, Etruria Works, nello Staffordshire. Nel 1938 nacque la loro prima figlia, Sophie Marianne. Sophie morì solo pochi mesi dopo, il 31 gennaio 1839 a Maer - casa d'infanzia di Josiah - pochi giorni dopo il matrimonio di sua sorella Emma con il fratello di Caroline, Charles. I genitori erano devastati e tutta la famiglia fu testimone del loro dolore. Elizabeth Wedgwood ricorda che Caroline era "molto malata", ma faceva "del suo meglio per non cedere". Josiah appariva depresso e non è chiaro quanto sostegno emotivo fosse in grado di offrire alla moglie. Secondo Elizabeth, "la parte principale del suo sentimento è per lei, ma spesso non riesce a controllarsi quando è seduto con lei ed è costretto a lasciare la stanza". Per quanto Elizabeth fosse preoccupata per il fratello, sapeva che una volta tornati avrebbe avuto il suo lavoro a distrarlo e ad aiutarlo ad affrontare la tragedia. La sua preoccupazione maggiore era per Caroline: “cosa troverà da fare la povera Caroline non riesco a pensarlo; negli ultimi mesi il pensiero di questo prezioso bambino e dei suoi preparativi l'ha occupata in un modo intenso che non ho mai visto in nessun altro”. La successiva corrispondenza familiare lascia intendere che Caroline trovava consolazione nella natura e nel giardinaggio: nel marzo 1839 stava "molto fuori casa" e chiedeva che le venissero inviate alcune piante da Seabridge.
3 anni dopo, la coppia, la cui perdita era ancora scottante, ebbe un'altra figlia, Katherine Elizabeth Sophy, conosciuta dalla famiglia come Sophy.
Nel 1843 e nel 1846 nacquero altre due figlie: Margaret Susan, futura madre del compositore Ralph Vaughan Williams, e Lucy Caroline.
Nel 1847, Josiah si ritirò dall'attività di famiglia. Acquistò Leith Hill Place, un'elegante casa di campagna del XVII secolo, e portò la moglie e i figli piccoli a sud, sulle colline del Surrey.

## Interesse per la natura e per il Bosco dei Rododendri
Caroline proveniva da una lunga stirpe di appassionati di natura. Lo zio materno John Wedgwood fu uno dei membri fondatori della Royal Horticultural Society.[35] Da parte paterna, il prozio Robert Waring Darwin scrisse un testo di botanica e il nonno Erasmus, ricordato soprattutto col nome di Zoonomia, compose il poema scientifico The Botanic Garden (Il giardino botanico), la cui seconda parte è intitolata The Loves of the Plants. Alcune delle piante citate nel poema, come gli acchiappamosche bianchi e i papaveri da oppio ornamentali, con ogni probabilità crescevano ancora a Shrewsbury all'epoca di Caroline. C'erano anche aranci in vaso, primule esemplari, felci, rose, gerani, azalee, camelie e una moltitudine di rarità orticole..  Charles scrisse a Caroline nel 1833 durante il viaggio sul Beagle: 
(Lettera n. 215)
Forse tra i volatili che aveva in mente c'erano i discendenti degli Avadavat rossi che Caroline, che aveva "un debole per gli uccelli", si era fatta recapitare da Londra nel 1827.
Quando Caroline si trasferì a Leith Hill, trasformò due campi e una siepe in un parco formale, oggi noto come il Bosco dei Rododendri.  Piantò l'area con sequoie giganti, azalee e rododendri, arbusti esotici amanti dell'ombra con foglie lucide e fiori profumati. Molti degli esemplari di rododendro provenivano dall'Asia, forse tramite Sir Joseph Dalton Hooker, direttore dei Kew Gardens e buon amico del fratello.
Nel 1987 il bosco è stato danneggiato dalla Grande Tempesta, ma alcune delle piantine originali sono sopravvissute. Queste includono:
- Sequoiadendron giganteum: sequoia gigante originaria del Nord America (California);
- Sequoia sempervirens: le sequoie costiere, anch'esse originarie del Nord America, sono tra le più alte e le più longeve del mondo.

La posizione di entrambi suggerisce che potrebbero aver costituito un elemento lungo il viale principale di Leith Hill Place.
Erano anche presenti:

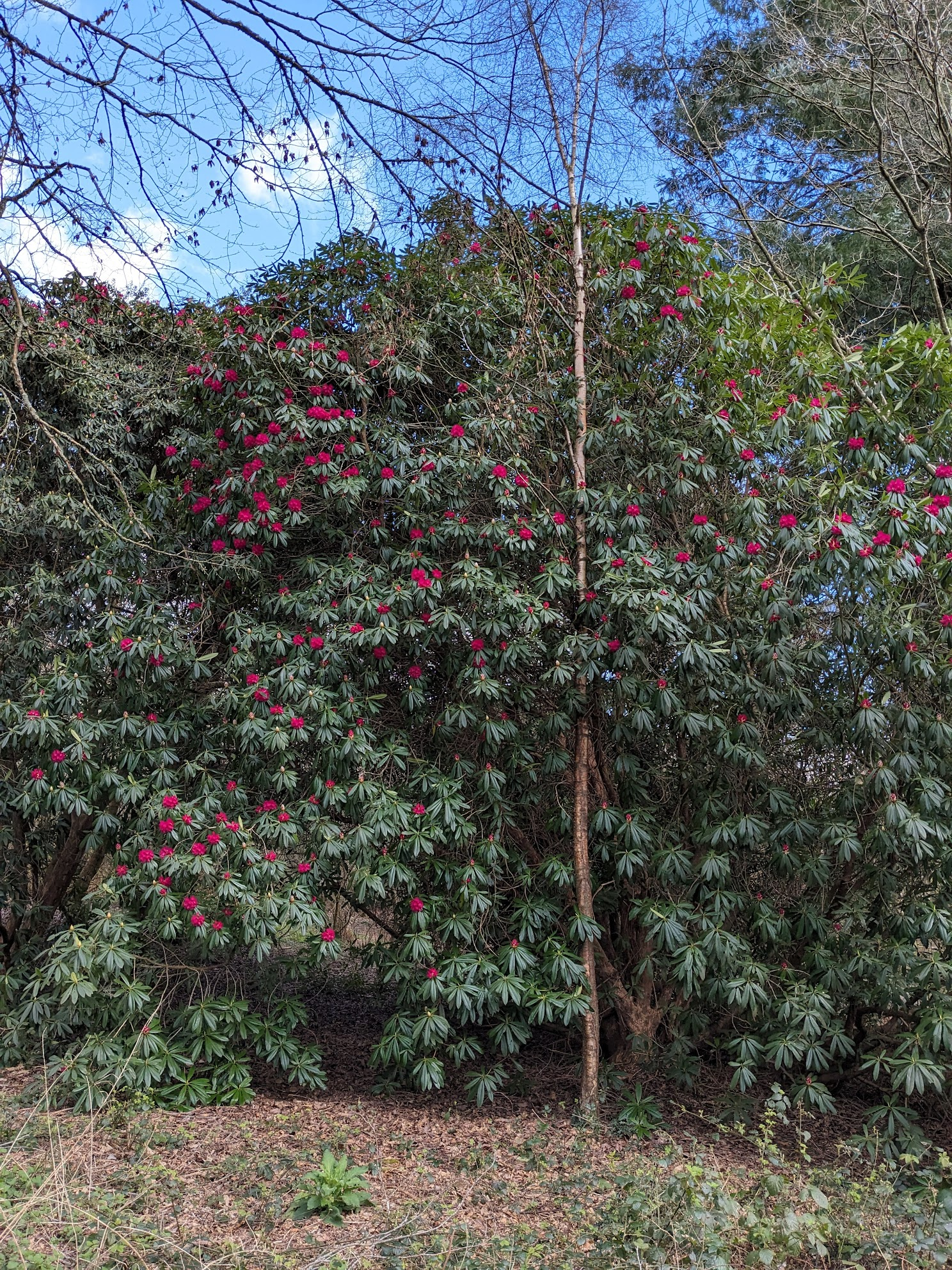
Rhododendron Smithii Group presso il Rhododendron Wood Leith Hill, nel Surrey, originariamente piantate da Caroline Wedgwood

- Smithii Group - rododendri arborei con fiori rossi originari dell'Himalaya, della Cina e della Thailandia;

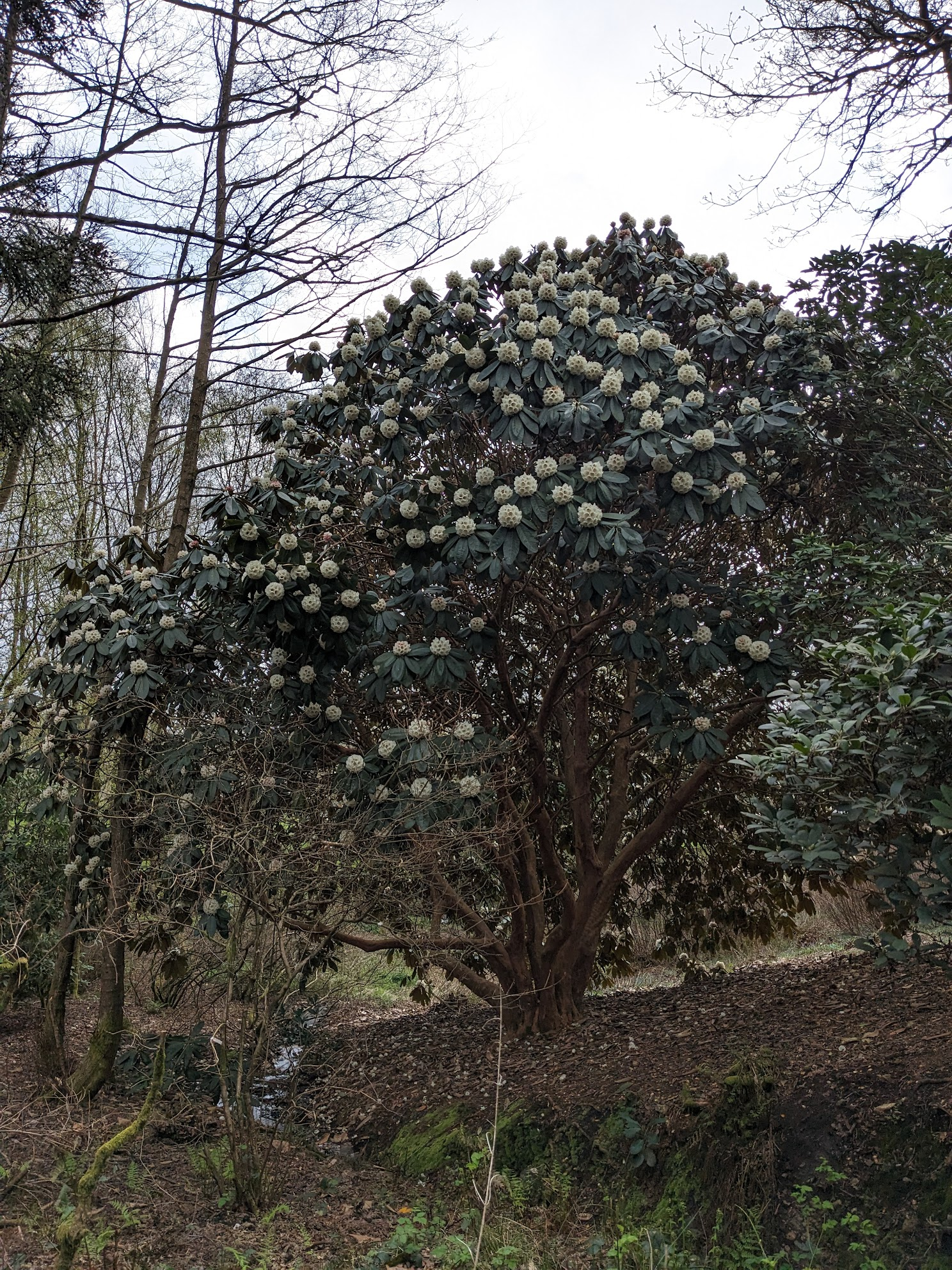
Rhododendron Falconeri presso Rhododendron Wood Leith Hill, nel Surrey, originariamente piantate da Caroline Wedgwood

- Rhododendron falconeri: arbusti a fiore bianco con grandi foglie caratterizzate dalla parte inferiore lanosa color ruggine, originari delle montagne dell'India settentrionale. Emma Darwin menzionò i fiori di questo esemplare nella sua lettera del 1846 a Hooker:

(Lettera n. 4473, da Emma Darwin a Hooker)
I Darwin erano frequenti visitatori di Leith Hill. Decine di lettere sopravvissute tra i membri del clan Darwin-Wedgwood menzionano il fatto che Charles e la sua famiglia trascorrevano del tempo e si godevano “una passeggiata nel bosco” nella tenuta del Surrey di Jos e Caroline.
I rododendri del giardino di Caroline - ora curati dal National Trust e aperti al pubblico - sono stati inclusi nella classifica dei "50 Great Trees" (50 migliori alberi) di Simon Toomer, curatore delle collezioni viventi dei Kew Gardens, a motivo del fatto che offrono "uno sguardo sulla vita domestica di Charles Darwin e della sua famiglia in un momento in cui la storia della vita sulla Terra veniva dipanata".

## Rapporti con Charles Darwin
Caroline era una figura materna per i fratelli più piccoli, compreso il fratello Charles. Nei suoi ricordi, occupava uno spazio normalmente riservato a un genitore: la prima cosa che ricordava era di essere stato seduto sulle ginocchia di Caroline. Pensando all'infanzia, Darwin parlò di essere stato accudito, istruito e, periodicamente, rimproverato dalla sorella maggiore. Sebbene Caroline prendesse piuttosto sul serio il suo dovere di assistenza e fosse capace di essere severa, aveva un debole per Charles. Si riferiva a lui come al "mio caro Bobby" e sembrava "così felice e orgogliosa" quando il fratello minore tornò a casa dalla spedizione del Beagle. Era preoccupata per la sua salute e la sua sicurezza all'estero, ma confessò a Elizabeth Wedgwood:
(Lettera n. 308)
Naturalmente, Caroline conservò ogni piccolo frammento di carta inviato da Darwin durante i suoi viaggi, compresi gli estratti dei diari di viaggio.
I due fratelli mantennero uno stretto rapporto per tutta la vita, facendosi regolarmente visita e scambiandosi lettere. L'analisi del testo e della rete della corrispondenza di Darwin rivela che, a differenza di altri membri femminili della famiglia, ad esempio della moglie e delle altre sorelle, Caroline partecipava attivamente alle discussioni scientifiche con il fratello. Lei esprimeva opinioni e interrogava Charles su tutta una serie di argomenti e lui tendeva a prendere sul serio i suoi contributi. In un'occasione Charles scrisse a Caroline: 
(Lettera n. 2538)
Il punto in questione è la discendenza delle specie addomesticate su cui Charles Darwin e il geologo scozzese Charles Lyell stavano discutendo nel 1859. Darwin continua poi la sua lettera a Caroline con un chiarimento dettagliato su come le differenze nei cani domestici si riferiscano al processo di addomesticamento.
È ormai assodato che Darwin usava la famiglia come cassa di risonanza casuale per le sue idee, ma le sue lettere a Caroline spesso vanno oltre nel contenuto e contengono una quantità di dettagli scientifici paragonabile, per varietà e specificità, a quelli che si trovano nella corrispondenza con l'amico intimo e cugino William Fox e con alcuni colleghi. Inoltre, Darwin chiese più volte a Caroline di fare delle ricerche di base per lui, per stabilire alcuni fatti o per riassumere il contenuto di un lavoro altrui. In una delle lettere la sorella minore di Darwin, Catherine, gli trasmette le seguenti informazioni: 
(Lettera n. 341)
In quel periodo Darwin stava lavorando alla presentazione per la Geological Society of London della sua teoria sul sollevamento del fondale marino lungo la linea costiera cilena e i tre libri di cui Caroline non riusciva ad entrare in possesso erano:
- Robert Proctor, Narrative of a Journey across the Cordillera of the Andes and of a Residence in Lima,
- John Miers, Travels in Chile and La Plata - Including Accounts Respecting the Geography, Geology, Statistics, Government, Finances, Agriculture, Manners and Customs, and the Mining Operations in Chile,
- Alexander Caldcleugh, Travels in South America, During the Years 1819-20-21 - Containing an Account of the Present State of Brazil, Buenos Ayres and Chile.

Il libro che Caroline trovò e pre-elaborò per la ricerca di suo fratello fu quello di Francis Bond Head, intitolato Rough Notes Taken during some Rapid Journeys across the Pampas and among the Andes (1826).
Charles Darwin si fidò chiaramente della sorella circa il riassunto e la sintesi del materiale preparato per lui; altrimenti, non avrebbe chiesto il suo aiuto più e più volte. Allo stesso modo, il tempo e gli sforzi di Caroline erano dati per scontati. Quando Darwin chiese a Fox la sua assistenza, parlò a lungo di come non volesse disturbare William: 
(Lettera n. 586)
Al contrario, quando una richiesta fu inviata a Caroline, essa suonò come segue: 
(Lettera n. 360)
Questa differenza di tono rivela una disinvolta misoginia che permeò la cultura del XIX secolo. Anche gli uomini più illuminati, circondati da numerosi esempi reali di donne capaci, non hanno messo in discussione lo status quo e hanno pensato che l'uomo fosse in definitiva "superiore alla donna". Nel suo libro The Descent of Man, Charles Darwin asserì:
Forse è per questo che Caroline non è mai stata riconosciuta dal fratello minore per il contributo dato alle sue ricerche.

## Opinioni politiche

### Sulla schiavitù
Caroline era un'abolizionista convinta e nella sua lettera del 1833 a Charles Darwin scrisse:
(Lettera n. 224)
Lo Slavery Abolition Act del 1833 entrò in vigore l'anno successivo.

### Sull'educazione
Nel 1842 Charles Darwin scrisse alla moglie Emma: 
(Lettera n. 623)
Élizabeth Guizot fu una scrittrice francese di testi sull'educazione dei bambini e la moglie di François Guizot, storico e politico francese che ricoprì il ruolo di Ministro dell'Istruzione nel 1832, ambasciatore a Londra, Ministro degli Esteri nel 1840 e Primo Ministro di Francia nel 1847-1848. Durante il suo mandato di Ministro dell'Istruzione, Guizot supervisionò la creazione di scuole primarie in ogni comune francese.

## Vedovanza e morte
Il marito di Caroline, Josiah, morì l'11 marzo 1880.
Nel 1881 ricevette un'eredità dal fratello Erasmus Alvey, che aveva lasciato a Carolin un sesto del suo patrimonio.
Desiderosa di dividere la sua quota tra le tre figlie, si rivolse al fratello minore Charles per verificare con l'esecutore testamentario se la divisione immediata fosse possibile. Charles, che stava cercando di fare lo stesso per i suoi figli, confermò la fattibilità del progetto.
Caroline Wedgwood morì a casa il 5 gennaio 1888, all'età di 87 anni, lasciando un patrimonio di 31.902 sterline dell'epoca.
La cugina e cognata Emma Darwin scrisse alla figlia Etty 3 giorni dopo la morte di Caroline:
(Litchfield, H.E (1904). Emma Darwin, wife of Charles Darwin. A century of family letters, p. 381.)